# Bilim ve Teknik
Bilim ve Teknik (deutsch: ‚Wissenschaft und Technik‘) ist eine türkische Publikumszeitschrift über angewandte Technik- und Wissenschaftsthemen.

## Geschichte und Ökonomie
Die erste Ausgabe kam im Oktober 1967 heraus. Das Technikmagazin wird überwiegend über Abonnements sowie über den Zeitschriftenhandel in der Türkei vertrieben. Herausgegeben wird die Zeitschrift in Ankara vom staatlichen türkischen Wissenschafts- und Forschungsrat TÜBİTAK.

## Sonstiges
Im Frühjahr 2009 sorgte die Zeitschrift in den türkischen Medien ebenso wie im Ausland für erhebliches Aufsehen. Wegen eines vorgesehenen Artikels zu Charles Darwins 200. Geburtstag war die Chefredakteurin Çiğdem Atakuman zunächst amtsenthoben worden. Der Vizevorsitzende der Tübitak, Chemie-Professor Ömer Cebeci, wurde wörtlich zitiert: „Ich kann Darwin nicht auf dem Titel sehen.“ Dahinter steckten religiös bedingte Vorbehalte gegen den Begründer der naturwissenschaftlichen Evolutionstheorie, berichtete die dpa. Erst nachdem ein erheblicher Aufruhr in den türkischen Medien stattfand, lenkten die Tübitak-Verantwortlichen ein und rehabilitierten die Chefredakteurin.